# Nikola Petković (Fußballspieler, 1986)
Nikola Petković (serbisch-kyrillisch Никола Петковић, * 28. März 1986 in Novi Sad) ist ein ehemaliger serbischer Fußballspieler.

## Karriere

### Verein
Petković begann seine Profikarriere 2005 in seinem Heimatort bei FK Vojvodina. Dort machte er auf sich aufmerksam und der türkische Hauptstadtklub Gençlerbirliği sicherte sich für 500.000 Euro die Dienste des Linksverteidigers. Da er sich bei den Türken nicht durchsetzen konnte, wurde er für ein halbes Jahr innerhalb der türkischen Liga an Hacettepespor verliehen. Die folgende Saison 2008/09 spielte der Verteidiger leihweise bei Roter Stern Belgrad. 
Im Januar 2009 wechselte Petković zum deutschen Bundesligisten Eintracht Frankfurt, bei dem er einen Vertrag bis zum 30. Juni 2012 unterzeichnete. Nachdem sein Trainer Michael Skibbe im Sommer 2010 nicht mehr mit ihm plante, wurde er bis Januar 2011 an Tom Tomsk verliehen. Im Februar 2011 wurde Petković bis zum Ende der Saison 2010/11 an den saudischen Klub Al-Ahli ausgeliehen. Im Sommer 2011 verließ er Frankfurt endgültig und wechselte zu Roter Stern Belgrad. Von dort wurde er ein Jahr später an Hapoel Tel Aviv verliehen.
Von 2013 bis 2015 stand er beim Sydney FC in Australien unter Vertrag und wurde dort nach der Saison 2013/14 zum vereinsinternen Spieler des Jahres gekürt. Es folgten weitere Stationen beim KVC Westerlo in Belgien, Yanbian Funde und Sichuan Longfor aus China, Police Tero FC in Thailand und zuhause spielte er bei FK Zemun und zuletzt in der Hinrunde der Saison 2019/20 für den FK Vojvodina Novi Sad.

### Nationalmannschaft
Petković absolvierte von 2007 bis 2009 insgesamt 14 Partien für die serbische U-21-Nationalmannschaft und erzielte dabei zwei Treffer. Mit der Auswahl nahm er an den Europameisterschaften 2007 und 2009 teil.
Anfang 2019 bestritt der Spieler während seiner Zeit bei Sichuan Longfor noch ein inoffizielles Länderspiel für die U-25 von China gegen die B-Nationalmannschaft Sloweniens (2:2).

## Erfolge
- U-21-Vizeeuropameister: 2007
- Saudischer Pokalsieger: 2011
- Serbischer Pokalsieger: 2012, 2020